# Stazione di Biancavilla Colombo
La stazione di Biancavilla Colombo è una fermata ferroviaria posta sulla Ferrovia Circumetnea. È sita nel centro abitato di Biancavilla, nei pressi di viale Cristoforo Colombo.

## Storia
Nell'ambito del progetto di ammodernamento della tratta ferroviaria Paternò-Adrano, nel 2009 furono avviati i lavori di costruzione delle nuove stazioni di Santa Maria di Licodia Sud, Santa Maria di Licodia Centro (che a sua volta sostituì la stazione in superficie), Adrano Cappellone (che a sua volta sostituì la stazione in superficie), Adrano Centro (che a sua volta sostitui la stazione in superficie), Adrano Naviccia e Adrano Nord; e successivamente anche le quattro nuove stazioni di Biancavilla, fra cui Biancavilla Colombo.
La stazione entrò ufficialmente in esercizio il 29 luglio 2015, sostituendo la storica fermata di Biancavilla Circonvallazione, posta in superficie, da cui dista appena qualche centinaio di metri.
Questa stazione venne costruita con la predisposizione ad uso metropolitano, poiché nell'ambito dell'ampliamento delle rete ferroviaria della metropolitana di Catania è previsto che quest'ultima arrivi sino alla stazione di Adrano Nord, passando attraverso le stazioni interrate di nuova costruzione, fra cui questa.

## Strutture e impianti
Trattandosi di una fermata interrata, ad essa si accede mediante delle scale poste in superficie.
Questa fermata disponde di un solo binario; quest'ultimo è servito da una banchina.
Questa fermata è dotata di ascensori, scale mobili e biglietteria automatica.

## Servizi
La stazione è dotata di:
- Scale mobili;
- Ascensore (non attivo);
- Servizio di video sorveglianza;
- Biglietteria automatica.